# Étang de Rassuen
L'étang de Rassuen est une petite étendue d'eau saumâtre de 15 ha, avec des marais tout autour d'une superficie de 40 ha, sur la commune d'Istres, dans les Bouches-du-Rhône.

## Géographie

### Topographie
Situé au nord de l'étang de Lavalduc, il mesure aujourd'hui 0,8 km sur 0,5 km et semble avoir été toujours à sec avec une profondeur quasiment nulle. La statistique le place à la cote +10 mais Delebecque lui donne une cote de +1. Il est effectivement plus haut que les autres étangs du secteur par rapport au niveau de la mer. Il fait partie avec l'étang de Lavalduc, l'étang de Citis, l'étang d'Engrenier, l'étang du Pourra et l'étang de l'Estomac des occupants des dépressions d'origine éolienne.

### Hydrographie
Il était alimenté par l'eau de Lavalduc, grâce à une pompe à feu et un canal de 2 km de long et fut converti en salins. La pompe à feu est ruinée, mais encore visible. Le canal est lui aussi encore visible à l'extrémité nord de la petite colline qui sépare l'étang de Citis de l'étang de Lavalduc. C'est à cet endroit que fonctionnait la première usine de soude factice de Provence, puis plus tard d'engrais chimiques. Il reste des ruines dans une friche qui fut incendiée en 2009. On aperçoit encore un peu d'eau, mais beaucoup de végétation de marais, entre les murettes de pierres qui entourent l'étang.Les eaux de l'étang ont une couleur un peu rosé, tout comme l'étang de Lavalduc dont il recevait les eaux ou l'on trouve l'algue rouge, Rhodophyta, ainsi que l'Artemia salina, chargée en carotène, ce qui lui donne cette couleur rose foncé.

### Salinité
Trois fois plus salé que la mer Morte.

### Climat
Bénéficiant du climat des Bouches-du-Rhône, c'est-à-dire d'un climat méditerranéen, avec des précipitations qui sont en moyenne de 500 mm d'eau par an, violentes au printemps et à l'automne. Les étés sont très chauds et les hivers doux. Le mistral, souffle près de 100 jours par an, avec des pointes à plus de 100 km/h.

## Occupation humaine de l'étang

### De l'Antiquité auXIXesiècle
- Au nord de l'étang de Lavalduc et au sud-ouest de l'étang de Rassuen, à l'extrémité nord du plateau de Capeau, Frédéric Trément a découvert un ensemble de vestiges lié à l'extraction du sel, qui s'étend sur 5 500 m2 avec voies à ornières, anse d'amphore antique non identifiée, sur la voie à ornières vers l'étang de Citis, fragment de céramique claire, de céramique modelée et tessons d'amphores gréco-italiques de Dressel IA et peut-être Dressel IC[2].Fragments d'amphores Marseillaises de Pascual I, de Tarasconnaise et bétique et amphore africaine, dolium, scories et fragments de meule en basalte, permettant une datation du IIe siècle av. J.-C. et IIIe siècle apr. J.-C. Frédéric Trément: Inventaire 1994[3].
- (3178)Frédéric Trément a trouvé en prospection dans un verger au Sud des Salins de Rassuen, un site de 5 000 m2 avec en surface quelques tessons de céramique commune oxydante, brune modelée et d'amphores étrusques, italiques, tarrasconnaises, gauloises, associés à des fragments de Dolium et de meule en basalte, laissant penser que le site fut occupé au VIe siècle av. J.-C., puis aux IIe et Ier siècles av. J.-C., ainsi qu'au Ier siècle apr. J.-C.[4].
- (3179)-(7613) Au lieu-ditMourette, au sud-est de l'étang et de la station d'épuration, Frédéric Trément a découvert en prospection; un établissement rural de 8 000 m2 daté du Ier siècle av. J.-C. et des Ve et VIe siècles apr. J.-C. avec des fragments d'amphores étrusques, qui laissent supposer une fréquentation du site antérieures. Un réseau de voies à ornières passent tout près (Bernard Bouloumié et J. Soyer avaient ramassés quelques tessons, précisant que le site était totalement détruit par des constructions modernes. Matériel abondant de céramique modelée, céramique claire hellénistique, sigillée, italique, sigillée du Sud de la Gaule (Drag 24-25), sigillée claire A (Hayes 8-Hayes 23B), africaine de cuisine (Hayes 181-196-197), sigillée claire B, luisante, céramiques communes à pâte claire grise (Bord B3B), céramique commune Gallo-Romaine, amphores étrusques, italiques, marseillaises, de Bétique (Dressel 20) africaine (Keay LV), orientales (L.R.A.2), fragments de verre, de dolium, meule en basalte, scories, tuiles[3].

Le sel marin est déjà exploité depuis la plus haute antiquité, lorsqu'au XIXe siècle le développement s'accélère avec l'irrigation de La Crau, par le canal de Boisgelin(1783) et la suppression de la gabelle en 1790, qui voit fleurir de nombreuses salines autour de Martigues et de l'étang de Berre, entre 1792 et 1806. Elles sont 24 en 1824, réparties sur Istres, Saint-Mitre-les-Remparts, Fos, Vitrolles, Berre et Martigues (1806).
La création de l'usine de soude et produits chimiques du Plan d'Aren par Jean-Antoine Chaptal, qui en confiera la responsabilité à deux chimistes Jean-Baptiste Chaptal, son fils et Amédée Berthollet, fils de l'autre grand chimiste, dont l'activité va commencer en 1808, sur la saline de Rassuen, alimenté par l'étang de Lavalduc, avec la création de l'usine comportant: 84 tables salantes. Ils utilisent le procédé de Nicolas Leblanc mis au point en 1789, utilisant la décomposition du sel marin par l'acide sulfurique et permet ainsi de fabriquer de la soude chimique. La rareté de la soude devient une aubaine financière pour les industriels qui souhaitent mettre en application ce procédé. Cette industrie est liée à l'industrie de la savonnerie marseillaise. La direction va créer un village autour de cette usine et prendra en charge tous les équipements, nécessaires à la vie d'un demi-milliers de personnes. Jean-Baptiste Chaptal ayant ruiné sa famille dans des placements risqués est contraint de vendre son affaire. La Société Pluvinet frères & Cie aménage dès 1809 des dortoirs d'ouvriers au premier étage d'un bâtiment de son usine à Rassuen.
1826-1828, la production des Salins de Lavalduc: (Salins Forbin, Plan d'Aren et du Mazet) produisent 110 000 quintaux dont 1/3 est absorbé par la fabrique de soude et de produits chimiques du Plan d'Aren et de Rassuen. Le reste part vers les ports de l'Océan, de la Manche, pour la salaison de morue, une autre partie étant traitée à Port-Bouc et à Martigues. En 1850, l'industriel Jean-Jacques Prat à Rassuen, installe un magasin général dans l'enceinte de son établissement ouvert à son personnel et aux gens de la région, il vend à prix coûtant. Il fait construire une chapelle, une école primaire et en assume les frais de fonctionnement. Son mandat de maire d'Istres de 1854 à 1860 renforcera son emprise sur la localité.
En 1875, le baron Armand-Charles-Alexandre Digeon (1826-1892) et Marie-Casimir Delamarre obtiennent la concession d'une ligne de chemin de fer de Miramas à Port-de-Bouc et devant s'arrêter à Istres ; la gare de Rassuen est fondée, permettant d'expédier la production des sous produits, comme le sel de soude, le sulfate, le sous-carbonate avec plus de facilité sur l'ensemble du territoire et principalement dans le nord de la France pour la verrerie, la teinturerie et le blanchiment des toiles. Cette soudière est alors la plus importante des Bouches-du-Rhône.

### DuXIXeauXXesiècle
En 1895, la Compagnie des Produits Chimiques du Midi, subissant la concurrence de deux usines implantées en Camargue, doit diversifier sa production en fabriquant des produits dérivés de la soude : cristaux de soude, bicarbonate de soude, soude caustique, sel d'ammonium, superphosphates, ainsi que Les Engrais de Rassuen qui jouissent d'une bonne réputation dans la région.
En 1928, elle produit essentiellement des acides minéraux et de l'engrais, la production de soude ayant été arrêtée. En 1945 la production est de 25 000 tonnes de pulvérulents et en 1960 de 80 000 tonnes d'engrais. En 1986, à la suite de délocalisation, la fabrication est progressivement stoppée. Plus de la moitié des 500 employés est d'origine étrangère. Il ne reste à la fermeture en juillet 1988 que 81 employés.
En 1986, s'ouvre un boulodrome couvert où se déroulent en 1996 des tournois régionaux.
La Compagnie des Produits Chimiques du Midi, mène à bien une dépollution du site en 1999. En 1998, la Municipalité met en place un lieu de Culture avec l'implantation du Café-Concert :  L'Usine de l'architecte Frédérik Rill, dont les activités ont un rayonnement régional.
Cette friche industrielle, riche d'un passé de 180 ans, fait l'objet du projet de Complexe Culturel, par la ville d'Istres.

## Flore et faune de l'étang

### Flore
Entourés de garrigues et de pinèdes, ces plans d'eau jouent un rôle de relais entre La Crau et l'étang de Berre pour l'avifaune. Les garrigues à dominantes tantôt argileuse, tantôt sablonneuse permettent le développement de nombreux peuplement d'Hélianthème à feuille de Marum, principalement le long des pistes et parfois accompagné de Liseron rayé.
Au nord de l'étang de Lavalduc se trouvent les éléments de la pelouse de la Crau avec l'Asphodèle et Euphorbia seguierana, ainsi qu'une mare à Marisque. Il y a bien sûr sur cette ZNIEFF la classique ripisylve à Peuplier.
Les plantes à partir desquelles on fabriquait la soude sont halophiles ; c'est-à-dire qu'elles vivent dans des sols salés. Ce sont des Salicornes aux enfores. Elles sont cultivées en grande quantité dans la parcelle nord des salins. Récoltées, séchées et incinérées dans des fosses, tout en étant remuées en cours de cuisson, avec de grandes perches. Le résultat obtenu était une masse compacte, dure, qu'il fallait casser en morceaux et réduire en poudre: la soude.
Rendu aujourd'hui à la nature, c'est un lieu de pêche et le marais présent une couverture végétale multiple selon les milieux: lentilles d'eau, dans les eaux libres, roselières en ceinture et en îlots. Sur la digue centrale du marais se trouvent des espèces rares et protégées, Rhodophyta.

### Faune
Dans l'eau : Artemia salina.
Parmi les oiseaux: Aigrette garzette, Bruant des roseaux, Choucas des tours, Corneille noire, Goéland leucophée, Héron cendré, Martinet noir, Milan noir, Pie bavarde, Pigeon ramier, Tadorne de Belon, Tourterelle turque, Cettia cetti.

## Organisation administrative
- Classé en Zone UEf du POS de la ville.
- Zone naturelle protégée.
- Zone importante pour la conservation des oiseaux (ZICO) PAC 15.
- Zone de protection spéciale (ZPS) n° FR9312015. site Natura 2000[9].
- Zone naturelle d'intérêt écologique et floristique et faunistique (ZNIEFF) no 13-109-100 de Provence-Alpes Côte d'Azur.Zone terrestre type II.
- Réseau Natura 2000